# Кралев-Дол
Кра́лев-Дол (болг. Кралев дол) — село в Перницькій області Болгарії. Входить до складу общини Перник.

## Населення
За даними перепису населення 2011 року у селі проживали 619 осіб, з них 192 особи (99,5%) — болгари.
Розподіл населення за віком у 2011 році:
Динаміка населення: